# Ulrike Stanggassinger
Ulrike Stanggassinger (ur. 22 lutego 1968 w Berchtesgaden, zm. 1 lipca 2019 tamże) – niemiecka narciarka alpejska reprezentująca także RFN, brązowa medalistka mistrzostw świata juniorów.

## Kariera
Po raz pierwszy na arenie międzynarodowej pojawiła się w 1986 roku, startując na mistrzostwach świata juniorów w Bad Kleinkirchheim. Zdobyła tam brązowy medal w kombinacji, zajęła 4. miejsce w zjeździe, 9. w gigancie i 14. miejsce w slalomie.
W zawodach Pucharu Świata pierwsze punkty wywalczyła 5 grudnia 1987 roku w Val d’Isère, gdzie zajęła 15. miejsce w zjeździe. W zawodach tych wyprzedziły ją jedynie Chantal Bournissen ze Szwajcarii i kolejna reprezentantka RFN, Marina Kiehl. Było to jej jedyne podium w zawodach tego cyklu. W sezonie 1988/1989 zajęła 36. miejsce w klasyfikacji generalnej, a w klasyfikacji kombinacji była dziesiąta.
Zajęła 9. miejsce w kombinacji na igrzyskach olimpijskich w Calgary w 1988 r. Była też szósta w zjeździe na mistrzostwach świata w Morioce w 1993 roku.

## Osiągnięcia

### Igrzyska olimpijskie
| Miejsce | Dzień     | Rok  | Miejscowość | Konkurencja | Czas biegu | Strata     | Zwyciężczyni  |
| ------- | --------- | ---- | ----------- | ----------- | ---------- | ---------- | ------------- |
| 9.      | 21 lutego | 1988 | Calgary     | Kombinacja  | 29,25 pkt  | +42,26 pkt | Anita Wachter |

### Mistrzostwa świata
| Miejsce | Dzień     | Rok  | Miejscowość | Konkurencja | Czas biegu | Strata | Zwyciężczyni |
| ------- | --------- | ---- | ----------- | ----------- | ---------- | ------ | ------------ |
| 6.      | 11 lutego | 1993 | Morioka     | Zjazd       | 1:27,38    | +0,78  | Kate Pace    |

### Mistrzostwa świata juniorów
| Miejsce | Dzień     | Rok  | Miejscowość        | Konkurencja | Czas biegu | Strata | Zwyciężczyni       |
| ------- | --------- | ---- | ------------------ | ----------- | ---------- | ------ | ------------------ |
| 4.      | 20 lutego | 1986 | Bad Kleinkirchheim | Zjazd       | 1:40,93    | +1,56  | Hilary Lindh       |
| 9.      | 21 lutego | 1986 | Bad Kleinkirchheim | Gigant      | 2:06,61    | +2,46  | Lucia Medzihradská |
| 14.     | 22 lutego | 1986 | Bad Kleinkirchheim | Slalom      | 1:31,92    | +1,85  | Christa Hartmann   |
| 3.      | 22 lutego | 1986 | Bad Kleinkirchheim | Kombinacja  | ?          | ?      | Lucia Medzihradská |

### Puchar Świata

#### Miejsca w klasyfikacji generalnej
- sezon 1987/1988: 41.
- sezon 1988/1989: 36.
- sezon 1989/1990: 62.
- sezon 1990/1991: 65.
- sezon 1991/1992: 52.
- sezon 1992/1993: 38.
- sezon 1993/1994: 62.

#### Miejsca na podium
- Val d’Isère – 5 grudnia 1987 (zjazd) – 3. miejsce